# Ursula Berge
Ursula Maria Berge, född 3 april 1965 i Lund, är en svensk författare och debattör. Hon är sedan 1 november 2005 samhällspolitisk chef på Akademikerförbundet SSR. 
Ursula Berge är dotter till läkaren Gunnar Berge och Birgitta Holm (född 1932) samt  systerdotter till Ingvar Holm och dotterdotter till Hjalmar Holm.
Ursula Berge har tidigare varit chef för tankesmedjan Agora (2000–2005), politiskt sakkunnig och pressekreterare vid Kulturdepartementet (1998–1999), politiskt sakkunnig vid Arbetsmarknadsdepartementet (1998), politisk redaktör på Norrländska Socialdemokraten (1993–1998). Hon var ordförande för Lunds Studentkår 1990–91 som representant för kårpartiet Kulturradikalerna..
Hon har bland annat engagerat sig i demokratifrågor, välfärd, jämställdhet och integration.